# Kobza

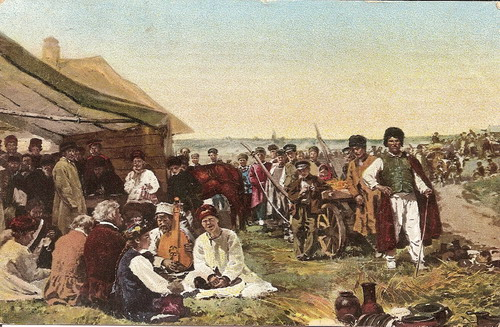
Kobziarz na obrazie „Jarmark w Małorusi” Władimira Makowskiego

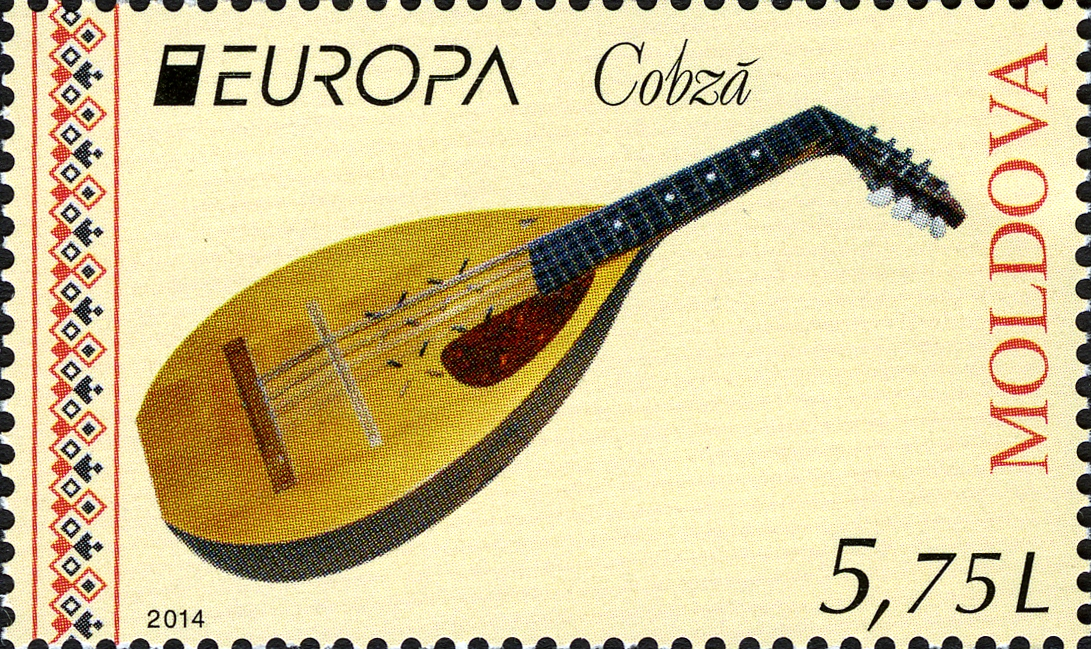
Kobza na znaczku pocztowym z Mołdawii

Kobza – dawny instrument muzyczny z grupy chordofonów szarpanych, rodzaj lutni z krótką szyjką o mocno wypukłym korpusie rezonansowym. Struny szarpie się plektronem. Kobza przeznaczona do gry solowej ma 2–6 strun metalowych lub jelitowych (często mieszanych); używana do akompaniamentu ma 8–12 strun jelitowych (niższych) i metalowych (wyższych), strojonych po dwie w unisonie lub w oktawie. Struny rozciągnięte są wzdłuż szyjki. Dodatkowe – rozpięte poniżej szyjki, nad płytą wierzchnią pudła rezonansowego – dodane zostały w XIV lub XV wieku; od tego czasu instrument nazywano bandurą.
Współcześnie kobza używana jest jeszcze niekiedy na Bukowinie, w Mołdawii, na terenach krain historycznych Rumunii i Bułgarii: Dobrudży, Wołoszczyźnie i Oltenii oraz na Ukrainie.
Termin „kobza” bywa błędnie stosowany na określenie dud (instrumentu dętego), których poprawna nazwa brzmi koza, kozioł lub wołynka.

## Historia
Kobza ma pochodzenie arabskie. W literaturze greckiej pojawiła się w VI wieku. Jej prototypem (oraz m.in. mandoli i gambusu) jest instrument nazywany quapûz, który przywędrował do Europy z ekspansją arabską na Półwysep Iberyjski w VII wieku. Rozprzestrzenił się tam w średniowieczu, w krajach bałkańskich, Rosji i Polsce pod nazwą kobza.
Na Ukrainie kobza znana była od XI wieku; popularność zyskała w XVI, kiedy zaczęła być używana przez kobziarzy do akompaniamentu tańcom ludowym i podczas wykonywania dumek. W Rumunii była instrumentem muzyków zawodowych. Popularna w Polsce, w późnym średniowieczu i w renesansie występowała w instrumentarium środowisk mieszczańskich ale nie rozpowszechniła się w kulturze ludowo-wiejskiej. Jej wizerunek przedstawiony jest na rycinie w pochodzącym z 1500 graduale Jana Olbrachta. Józef Bartłomiej Zimorowic w Sielankach wychwalał podolskiego kobziarza Daniela, który przygrywając na tym instrumencie improwizował pieśni.
W XIV lub XV wieku do 3–8 strun zaczęto dodawać kolejne, a tak powstały instrument nazwano bandurą. W wieku XVIII ta wyparła kobzę z użycia. W Polsce, w okresie renesansu, w środowiskach mieszczańskich kobza została porzucona na rzecz lutni i stała się instrumentem typowo ludowym, związanym jednak z folklorem miejskim, nie wiejskim. W niektórych regionach Europy terminy „kobza” i „bandura” używane są zamiennie do określenia tego samego instrumentu.
Historia kobzy, kobziarzy i związanej z nią muzyki prezentowane są m.in. w muzeum kobzarstwa w Perejasławiu.